# Orzechówka (napój alkoholowy)
Orzechówka – nalewka na niedojrzałych owocach orzecha włoskiego, używana w medycynie ludowej do celów leczniczych.
Podobnie jak inne nalewki owocowe, powinna być przygotowywana latem, gdy niedojrzałe orzechy włoskie są jeszcze dość miękkie i można je kroić, czyli dopóki miąższ jeszcze nie stwardniał. Orzechówkę wytwarza się zalewając pokrojone i osłodzone orzechy spirytusem, doprawiając cynamonem lub goździkami. Nalewka początkowo ma kolor zielony, stopniowo przechodzący w głęboki brąz. Zamiast cukru używany jest także miód, np. akacjowy. Wyługowane kruche orzechy nadają się do spożycia.
Domowa nalewka z orzechów włoskich ma zapach i smak wyraźnie orzechowy, jest lekko gorzkawa.